# الآن أنت تراني: الآن أنت لا تراني
الآن أنت تراني: الآن أنت لا تراني (بالإنجليزية: Now You See Me: Now You Don’t) هو فيلم سرقة أمريكي قادم من إخراج روبن فليشر، وتأليف سيث غراهام-سميث، مايكل ليسلي، وثنائي الكتابة ريت ريس وبول ويرنيك، استنادًا إلى قصة كتبها إريك وارين سينغر. الفيلم من إنتاج بوبي كوهين وأليكس كورتزمان، ويُعد الجزء الثالث من سلسلة أفلام الآن أنت تراني، بعد فيلمي الآن أنت تراني (2013) والآن أنت تراني 2 (2016).
يضم طاقم التمثيل عددًا من الأبطال العائدين من الأجزاء السابقة، من بينهم آيلا فيشر (التي لم تظهر في الجزء الثاني من السلسلة)، جيسي آيزنبرغ، وودي هارلسون، ديف فرانكو، ومورغان فريمان، إلى جانب وجوه جديدة مثل جاستيس سميث، دومينيك سيسا، أريانا غرينبلات، وروزاموند بايك. لم يظهر كلٌ من مايكل كين ومارك روفالو، وهما من الأعضاء الأساسيين في السلسلة، في المواد الترويجية للفيلم، إلا أن مشاركة روفالو قد أكّدت رسميًا.
من المقرر عرض فيلم الآن أنت تراني: الآن أنت لا تراني في دور العرض بالولايات المتحدة بتاريخ 14 نوفمبر 2025. وقد أُفيد أن جزءًا رابعًا من السلسلة قيد التطوير.

## تمهيد
يتّحد "الفرسان الأربعة" من جديد لتجنيد ثلاثة سحرة موهوبين في مهمة سرقة محفوفة بالمخاطر تهدف إلى الاستيلاء على أكبر ألماسة ملكية في العالم، والمحفوظة لدى إحدى أقوى العائلات الإجرامية.

## طاقم التمثيل
- جيسي أيزنبرغ في دور جاي. دانيال "داني" أطلس: الزعيم المزعوم للفرسان الأربعة
- وودي هارلسون في دور ميريت ماكيني: أحد أعضاء الفرسان الأربعة
- ديف فرانكو في دور جاك وايلدر: أحد أعضاء الفرسان الأربعة
- إيسلا فيشر بدور هنلي ريفز: أحد أعضاء الفرسان الأربعة، وهي أيضًا مساعدة داني وحبيبته السابقة
- مورغان فريمان في دور ثاديوس برادلي: الساحر السابق
- القاضي سميث في دور تشارلي
- دومينيك سيسا في دور بوسكو
- أريانا جرينبلات في دور جون
- روزاموند بايك بدور فيرونيكا فاندربيرج" الخصم الرئيسي وربة الأسرة في عصابة الجريمة

## الإنتاج

### التطوير
في مايو 2015، أعلن الرئيس التنفيذي لشركة ليونزغيت، جون فيلثايمر، عن بدء مراحل التطوير الأولية لفيلم الآن أنت تراني 3، وهو الجزء الثالث من السلسلة، وذلك بعد إصدار الجزء الثاني في عام 2016. في أبريل 2016، أُكّدت عودة المخرج جون إم. تشو، الذي أخرج الجزء الثاني، لقيادة هذا الجزء الجديد. لاحقًا، في أبريل 2020، أُعلن أن إريك وارين سينغر سيتولى كتابة السيناريو. وفي سبتمبر 2022، انضم المخرج روبن فليشر لقيادة المشروع، مع استبدال سينغر بالكاتب سيث غراهام-سميث. نُسب السيناريو النهائي إلى كل من سينغر، غراهام-سميث، ومايكل ليسلي، بينما تولّى بوبي كوهن وأليكس كورتزمان مهام الإنتاج.
في أبريل 2025، كُشف عن العنوان الرسمي للفيلم وهو "الآن أنت تراني: الآن أنت لا تراني"، وقد كان هذا العنوان الفرعي مقترحًا في الأصل من قبل المخرج تشو للجزء الثاني، لكنه رُفض آنذاك لأسباب تسويقية.

### طاقم التمثيل
في أبريل 2024، أُكدت عودة الممثلين جيسي آيزنبرغ، وودي هارلسون، ديف فرانكو، آيلا فيشر، ومورغان فريمان لأداء أدوارهم السابقة من الأجزاء الأولى، كما انضم كل من أريانا غرينبلات، دومينيك سيسا، وجاستيس سميث إلى طاقم التمثيل. وفي مايو 2024، التحقت روزاموند بايك بالفيلم.

### التصوير
بدأ التصوير الرئيسي للفيلم في يوليو 2024 في بودابست، المجر، بقيادة مدير التصوير السينمائي جورج ريتشموند، كما جرى تصوير مشاهد إضافية في أنتويرب، بلجيكا، خلال الفترة الممتدة من 28 أغسطس إلى 1 سبتمبر 2024. استفادت عملية الإنتاج من الحوافز المالية التي تقدمها لجنة أبوظبي للأفلام، حيث صُوّرت مشاهد متعددة في متحف اللوفر أبوظبي ومواقع أخرى في جزيرة ياس، من بينها عالم فيراري، حلبة مرسى ياس، وCLYMB أبوظبي. انتهى التصوير رسميًا في 18 نوفمبر 2024.

## الإصدار
من المقرر عرض الفيلم في دور العرض السينمائي بالولايات المتحدة في 14 نوفمبر 2025.

## أعمال مستقبلية
في أبريل 2025، وخلال عرض شركة ليونزغيت ضمن فعاليات سينماكون، أُكّد رسميًا على أن الجزء الرابع من سلسلة الآن أنت تراني قيد التطوير. ومن المقرر أن يعود المخرج روبن فليشر لإخراج الفيلم.